# Орумбаев, Мукаш Орумбаевич
Мукаш Орумбаев (13.9.1900, местность Шынгыстау, Бугулинская волость, Семипалатинский уезд, Семипалатинская область, Российская империя — 26.02.1938, Алма-Ата, Казахская ССР, СССР) — советский казахский государственный и общественный деятель. Член КПСС с 1920 г.

## Биография
Родился 13 сентября 1900 года в местности Шынгыстау Бугулинской волости Семипалатинского уезда, Семипалатинской области (ныне — Абайский район Восточно-Казахстанской области) в семье небогатого скотовода Шормыкова Беркимбая, был его первенцем. Происходит из племени аргын Среднего жуза рода Тобыкты-Дузбембет.
Ради обучения сына семья переехала из Чингистауской волости в Семипалатинск. На обучение в школе денег не было, поэтому в возрасте 7 лет Мукаша отдали малограмотному учителю в прислуги, выполнять бытовые и хозяйственные работы в обмен на обучение грамоте, счёту и письму.
После переезда семьи, в Зайсане Мукаш поступил в 1909 г. в мусульманскую школу, затем в 1912 г. в начальную приходскую русскую школу. Поскольку у него не было метрического свидетельства и документов, проживавший в Зайсане Орманбай Орумбаев, двоюродный брат отца Мукаша, оформил ребёнка под своей фамилией, после чего ребёнка приняли в приходскую школу.
Окончил русскую приходскую школу в 1914 г., высшее начальное четырёхклассное училище в Зайсане (1918), Семипалатинскую мужскую гимназию (1920), курс Всероссийского чрезвычайного комитета в Москве (1921).
Советской власти были нужны грамотные ответственные люди. В январе 1920 г. молодой Мукаш становится инструктором Семипалатинской губернии по организации революционных комитетов в киргизских волостях, а уже в апреле, несмотря на возраст, принимают в ряды КПСС.
В 1920—1923 годах занимал посты в руководстве исполнительного губкомитета в Семипалатинске, работая с 1920 по 1921 г. инструктором Семипалатинского губисполкома; инструктором, секретарём отдела нацменьшинств губкома РКП(б).
В октябре 1921 г. получил назначение в отдел ВЧК Каз. ССР уполномоченным по политпартиям.
В 1921—1923 гг. — уполномоченный губотдела ГПУ, заведующий орготделом губкома РКП(б), председатель Семипалатинского исполкома, член губревтрибунала, зам.председателя губсуда. На состоявшейся в августе 1923 г. первой городской Семипалатинской партийной конференции избран в состав горкома партии.
В феврале 1924 г. избран в состав Киргизской ЦИК и вскоре его утверждают председателем Туркоблревкома в г. Ташкент.
В 1924—1925 г. — народный комиссар внутренних дел Казахской АССР.
В 1925—1927 гг. — председатель исполнительного комитета Акмолинской губернии, в 1927—1929 г. — заместитель народного комиссара рабоче-крестьянской инспекции Казахской АССР и председатель КрайКК КАССР. Участвовал в восстановлении Риддерских рудников и экибастузских угольных копей, рекомендован в состав бюро лиги помощи детям Германии.
В 1930—1933 гг. — народный комиссар финансов Казахской АССР.
В 1933—1936 гг. был председателем исполнительного комитета Южно-Казахстанской области, в 1936—1937 годах — председатель исполнительного комитета Гурьевского округа.
Член Казкрайкома ВКП(б), член президиума Казахской краевой контрольной комиссии ВКП(б). Член ВЦИКа, КазЦИКа, кандидат в члены ЦИКа СССР. Делегат ХII съезда РКП(б) (1923), I съезда КП(б)К (1937), II съезда Советов СССР, XI Всероссийского съезда Советов, VII Всеказахстанского съезда Советов.
10 августа 1937 года арестован на основании жалоб на чрезмерную жестокость при проведении коллективизации в Казахской ССР, приведшую к голоду. В течение 6 месяцев допросов и пыток он предстал перед судом без возможности высказаться в своё оправдание. Суд длился 15 минут. Судом был признан виновным по обвинению в участии в контрреволюционной националистической организации, якобы действовавшей в Казахстане, вербовке в организацию новых участников и занятии вредительством в промышленности и сельском хозяйстве области. Приговорен Выездной военной коллегией Верховного Суда СССР 26 февраля 1938 г. по ст. 58-2, 58-7, 58-8, 58-11 УК РСФСР к высшей мере наказания — расстрелу. Приговор был приведён в исполнение после оглашения. Той же ночью в обстановке строгой тайны и секретности под усиленной охраной тела Мукаша Орумбаева и других 37 расстрелянных политических заключённых от 26.02.1938 г. были вывезены в автомашине «ГАЗ-АА» в местность Кансай Илийского района, около Бурундая (Алматинская обл.) и захоронены в неизвестной братской могиле.
Решением Военной коллегии Верховного суда СССР от 17.08.1957 г. реабилитирован посмертно, его приговор отменён и дело за отсутствием состава преступления прекращено, так как расследованием было установлено, что дело сфальсифицировано.

## Семья и родственники
- Отец — Шормыков Беркимбай. Осенью 1928 г. был раскулачен в ходе реформ Голощекина, хотя в хозяйстве имелось только около 30 голов мелкого скота и корова. Умер в 1932 г. в возрасте около 92 лет.
- Мать- Жупарова Разия — умерла от истощения в 1943 г. в возрасте 63 лет.
- Годы репрессий, голода и ВОВ пережили только младшие сестра и брат Мукаша: Хадиша (1916—1994) и Разык (1917—2016 г. ветеран ВОВ, гвардии полковник).
- Жёны:
  - Нина Алексеевна Лукина, работник народного суда. После 10 лет совместной жизни Орумбаев развёлся с ней в 1932 г. по причине отсутствия детей. После ареста Мукаша Орумбаева, её второго мужа также арестовали и расстреляли в один день с Мукашем. Сослана в поселение Балхашского района, как жена «врага народа», где вскоре скончалась.
  - Елена Афанасьевна Блюм (1910−1993). Приехала из Ленинграда в Алматы по направлению в числе «25-тысячников», то есть как член партии и активист, посланный для оказания помощи правительству республики в налаживании социалистических начал. Работала в Республиканском профсоюзе банковских работников, тогда как Мукаш Орумбаев занимал пост народного комиссара финансов КазССР. Они поженились в 1932 г. В 1936 г. у них родился сын Игорь. После ареста Мукаш сумел сообщить своему верному другу, чтобы тот тайно отправил Е. А. Блюм с 11-месячным ребёнком на Урал. До реабилитации в 1957 г. они жили за пределами КазССР.
- Сын: Игорь Орумбаев (1936—2006) был работником прокуратуры.